# Adonijah Welch

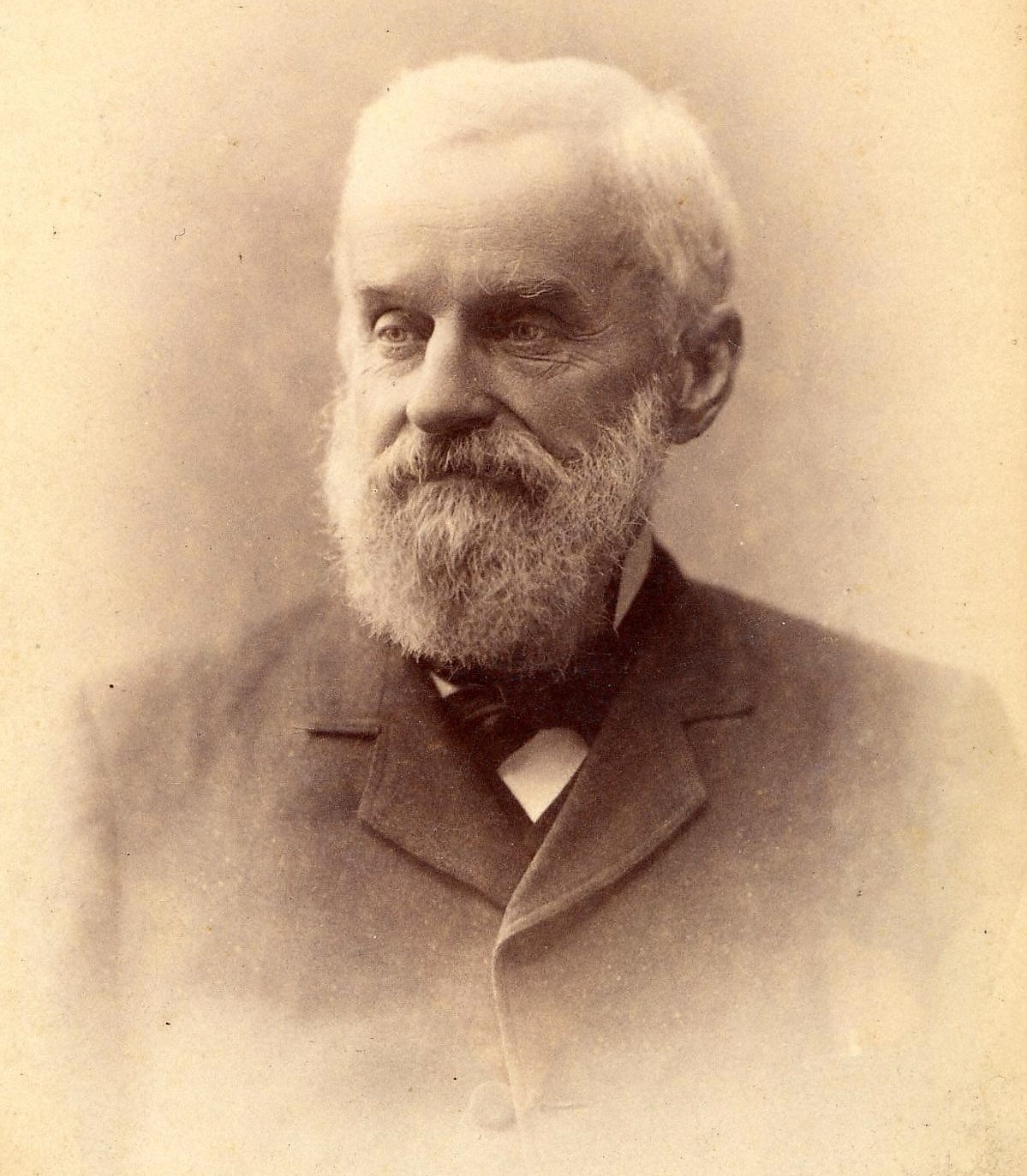
Adonijah Welch

Adonijah Strong Welch (* 12. April 1821 in East Hampton, Connecticut; † 14. März 1889 in Pasadena, Kalifornien) war ein US-amerikanischer Politiker (Republikanische Partei), der den Bundesstaat Florida im US-Senat vertrat.

## Leben
Im Alter von 18 Jahren verließ Adonijah Welch seinen Heimatstaat Connecticut und ließ sich in Jonesville (Michigan) nieder. 1846 graduierte er dann an der University of Michigan, im Jahr darauf wurde er in die Anwaltskammer aufgenommen. Er arbeitete aber nicht als Jurist, sondern wurde 1849 Direktor einer High School. Im selben Jahr wurde er durch den Goldrausch für einige Zeit nach Kalifornien gelockt. 1851 wurde er der erste Leiter der Michigan State Normal School, aus der später die Eastern Michigan University wurde; diesen Posten bekleidete er bis 1865.
In diesem Jahr zog Welch aus gesundheitlichen Gründen nach Florida um, wo er zunächst in Pensacola und später in Jacksonville lebte. Dort betrieb er ein Sägewerk und betätigte sich im Orangenanbau. Nachdem seine erste Frau 1867 gestorben war, heiratete er im Jahr darauf Mary Beaumont Dudley, mit der er zwei Kinder hatte.
Im Zuge der Reconstruction nach dem Sezessionskrieg wurde Florida als einer der unterlegenen Südstaaten im Jahr 1868 wieder in die Union aufgenommen und durfte wieder Mitglieder im US-Senat in Washington stellen. Die Wahl entschieden Thomas W. Osborn und Adonijah Welch für sich, wobei Welch dem Kongress lediglich vom 17. Juni 1868 bis zum 3. März 1869 angehörte und auf eine erneute Kandidatur verzichtete.
Er zog es vor, das Amt des ersten Präsidenten des Iowa State Agricultural College zu übernehmen, das er von 1869 bis 1883 innehatte. Nach seinem Rücktritt blieb er der Hochschule als Dozent für Psychologie erhalten. Welch verstarb in seinem Sommerwohnsitz Pasadena.